# Diana Gómez
Diana Gómez Raich (Igualada, Barcelona; 7 de marzo de 1989) es una actriz española de cine y televisión, conocida por haber sido protagonista de la película Eloïse (2009) y por sus participaciones en las series de Netflix La casa de papel (2019-2021) y Valeria (2020-2025), donde interpreta a la principal protagonista.

## Biografía
Diana Gómez Raich nació en Igualada, Barcelona (España) el 7 de marzo de 1989. Comenzó su carrera como actriz en el año 2006 como figurante en algunas películas. 

## Trayectoria
Después de participar con personajes secundarios, protagonizó la película Eloïse en 2009, con el papel de Àsia. Posteriormente, ha protagonizado y participado en series de televisión autonómicas y nacionales como La Vía Augusta (2007) en TV3, El secreto de Puente Viejo (2012-2013) en Antena 3 o Las Aventuras del Capitán Alatriste (2015) en Telecinco. Aunque no fue hasta más adelante cuando se hizo reconocida para el gran público gracias a ficciones como Sé quién eres (2017), donde dio vida a Mónica, El día de mañana (2018), con el papel de Nita Castellnou, 45 revoluciones (2019), interpretando a Clara Baroja y La casa de papel (2019-2021), donde interpretó, con un papel secundario, a la mujer de «Berlín», Tatiana.
En 2019 se anunció su fichaje para protagonizar la serie Valeria, basada en las novelas de Elísabet Benavent y que se estrenó en Netflix el 8 de mayo de 2020. En agosto de 2021 estrenó la segunda temporada de la serie, retomando su papel de Valeria.

## Filmografía

### Cine
| Año  | Título                    | Rol       | Director               |
| ---- | ------------------------- | --------- | ---------------------- |
| 2006 | Salvador                  | Nena      | Manuel Huerga          |
| 2007 | Atlas de geografía humana | Amanda    | Azucena Rodríguez      |
| 2008 | Sin límites               | Ana María | Paul Morrison          |
| 2009 | Eloïse                    | Àsia      | Jesús Garay            |
| 2011 | Año de Gràcia             | Noa       | Ventura Pons           |
| 2013 | Faraday                   | Pati      | Norberto Ramos del Val |
| 2013 | Los inocentes             | Sandra    | Carlos Alonso          |
| 2014 | Las altas presiones       | Paula     | Ángel Santos           |
| 2014 | L'altra frontera          | Lisa      | André Cruz Shiraiwa    |
| 2015 | El virus del miedo        | Laura     | Ventura Pons           |
| 2022 | Girasoles silvestres      | Magali    | Jaime Rosales          |

### Televisión
| Año         | Título                                       | Rol                       | Canal     | Notas                           |
| ----------- | -------------------------------------------- | ------------------------- | --------- | ------------------------------- |
| 2007        | La Vía Augusta                               | Júlia                     | TV3       | Elenco principal; 12 episodios  |
| 2007        | Yo, el desconocido                           | Teresa                    | TV3       | Telefilme                       |
| 2008        | Cuenta atrás                                 | Extra                     | Cuatro    | 1 episodio                      |
| 2009 - 2011 | Águila Roja                                  | Chica                     | TVE       | 2 episodios                     |
| 2010        | El pacto                                     | María                     | Telecinco | Miniserie; 2 episodios          |
| 2011        | Barcelona ciudad neutral                     | Maria                     | TV3       | Miniserie; 2 episodios          |
| 2012        | Concepción Arenal, la visitadora de cárceles | Florentina                | TV3       | Telefilme                       |
| 2012 - 2013 | El secreto de Puente Viejo                   | Pía Toledano              | Antena 3  | Elenco principal; 148 episodios |
| 2014 - 2017 | El crac                                      | Carla Casanova            | TV3       | Elenco principal; 22 episodios  |
| 2015        | Habitaciones cerradas                        | Concha                    | TVE       | Miniserie; 2 episodios          |
| 2015        | Las Aventuras del Capitán Alatriste          | Infanta Ana               | Telecinco | Elenco principal; 13 episodios  |
| 2017        | Sé quien eres                                | Mónica                    | Telecinco | Elenco recurrente; 9 episodios  |
| 2018        | Vida privada                                 | Maria Lluïsa de Lloberola | TV3       | Miniserie; 2 episodios          |
| 2018        | El día de mañana                             | Nita Castellnou           | Movistar+ | Elenco recurrente; 4 episodios  |
| 2019        | 45 revoluciones                              | Clara Baroja              | Antena 3  | Elenco recurrente; 13 episodios |
| 2019        | L'enigma Verdaguer                           | María Gayón               | TV3       | Telefilme                       |
| 2019 - 2021 | La casa de papel                             | Tatiana Marsé             | Netflix   | Elenco recurrente; 11 episodios |
| 2020 - 2025 | Valeria                                      | Valeria Férriz Henares    | Netflix   | Elenco principal; 30 episodios  |
| 2022        | ¡Garciaǃ                                     | Feli (joven)              | HBO Max   | Elenco recurrente; 6 episodios  |

### Teatro
- Esthetic Paradise (2004), de Victoria Szpunberg. A Sala Beckett de Barcelona, con dirección de Carol López.[6][7]
- La ciudad (2009), de Martin Crimp. A Sala Beckett de Barcelona, con dirección de Víctor Muñoz.[8]
- Tierra baja (2009), de Àngel Guimerà. Al Teatro Romea, con dirección de Hasko Weber.[9]